# Balut
Balut je pokrm pocházející z jihovýchodní Asie a rozšířený především na Filipínách jako cenově dostupné pouliční občerstvení. Připravuje se z ptačího vejce (nejčastěji kachny divoké), které je oplodněné a udržuje se dva až tři týdny v teple, aby se v něm vyvinul zárodek. Vejce se ve skořápce vaří v páře dvacet až třicet minut. Nevylíhnuté mládě má dosud křehké kosti a pojídá se vcelku. 
K ochucení balutu se používá sůl, chilli, zázvor, česnek, ocet nebo sojová omáčka. 
Balut je ceněný pro vysoký obsah vápníku a bývá považován za afrodisiakum, při nedodržení hygienických zásad však hrozí nákaza salmonelózou.
Vaření nevyklubaných kachňat zaživa je kritizováno ochránci zvířat. 